# بخش واشینگتن (شهرستان پربیل، اوهایو)
بخش واشینگتن (به انگلیسی: Washington Township) یک منطقهٔ مسکونی در ایالات متحده آمریکا است که در شهرستان پربل، اوهایو واقع شده است. بخش واشینگتن ۱۰۳٫۷ کیلومتر مربع مساحت و ۲٬۱۰۴ نفر جمعیت دارد و ۳۲۸ متر بالاتر از سطح دریا واقع شده است.